# Єнс Фінк-Єнсен
Йенс Фінк-Йенсен (дан. Jens Fink-Jensen; *19 грудня 1956, Копенгаген) — данський письменник, поет, фотограф і композитор.

## Біографія
Перший дебют письменника відбувся 4 червня 1975 р., коли видання «Інформашон» надрукувало його першу новелу «Червень 1995». Як поет він дебютував у травні 1976 р., коли журнал «Пшеничне зерня» надрукував чотири його вірша. Першою друкованою книгою письменника стала збірка віршів «Світло в оці». Перша збірка прозових творів, що вийшла у 1986 р., мала назву «Потвори», після чого була надрукована збірка його творів для дітей під назвою «Йонас та ракушка».
Йенс Фінк-Йенсен закінчив середню школи гуманітарного напрямку в місті Херлуфсхольмі у 1976 р., після чого він відслужив у королівський армії (у гвардійських підрозділах). Письменник отримав освіту архітектора в Академії мистецтв м. Копенгаген у 1986, після чого у 1997 р. отримав освіту мультімедійного дизайнера.
Як член товариства поетів вісімдесятих років, що свого часу утворилося довкола головного редактору журналу «Пшеничне зерня» Поля Борума, Йенс Фінк-Йенсен разом зі своїм колегою Мікаелем Струнге, влаштували акцію «Маніфест поколінь» в Копенгагені під назвою «Ну!!80».
Разом з клавішником Ларсом Кристенсеном, саксофоністом Йенсом Северіном, Йенс Фінк-Йенсен організовує поетично-музичні вечори, які вони проводять в рамках фестивалів та в гімназіях і бібліотеках.
Йенс Фінк-Йенсен також брав участь в організації таких фотовиставок, як «Кораблі Півдня», «Обличчя Пекіну», «Слова-картини» та «Зверни увагу на світ: про матеріали для книг».

## Публікації
- Verden i et øje (Світло в оці), збірка поезій, 1981
- Sorgrejser (Сумна подорож), збірка поезій, 1982
- Dans under galgen (Танок під ешафотом), збірка поезій, 1983
- Bæsterne (Потвори), новели, 1986
- Nær afstanden (Перед відстанню), збірка поезій, 1988 (надруковано арабською у 1999)
- Jonas og konkylien (Йонас та ракушка), книга для дітей, 1994 (ілюстрації Мадса Стейє)
- Forvandlingshavet (Море перевтілення), збірка поезій, 1995
- Jonas og himmelteltet (Йонас та небесний намет), книга для дітей, 1998 (ілюстрації Мадса Стейє)
- Alt er en åbning (Все може стати початком), збірка поезій, 2002
- Syd for mit hjerte. 100 udvalgte kærlighedsdigte (На південь від мого серця), збірка поезій, 2005